# 方大同榮譽及獎項列表
香港歌手方大同自2005年出道至2025年為止，獲得香港和台灣音樂頒獎禮的多個最高榮譽，包括香港《叱咤樂壇流行榜頒獎典禮》「叱咤樂壇男歌手金獎」、「至尊唱片大獎」、「至尊歌曲大獎」，和台灣《金曲獎》「最佳國語男歌手獎」，成為繼張學友及陳奕迅之後，第三位獲得該獎項的香港男歌手。
下表列出方大同於各大頒獎禮獲得的獎項及提名。

## 台灣

### 《台灣金曲獎》
方大同曾經多次獲提名台灣金曲獎最佳國語男歌手獎。憑《西遊記》專輯拿下第28屆金曲獎最佳國語男歌手獎，成為繼張學友及陳奕迅之後，第三位獲得該獎項的香港男歌手。憑《麵麵》拿下第32屆金曲獎最佳單曲。過世後，憑《夢想家》獲得評審團獎及最佳作曲人獎。
| 年份   | 屆數         | 角逐獎項           | 作品名稱          | 結果 |
| 2008年 | 第19屆金曲獎 | 最佳國語男歌手獎   | 《未來》          | 提名 |
| 2008年 | 第19屆金曲獎 | 最佳年度歌曲獎     | 《Love Song》     | 提名 |
| 2009年 | 第20屆金曲獎 | 最佳國語男歌手獎   | 《橙月》          | 提名 |
| 2009年 | 第20屆金曲獎 | 最佳編曲人獎       | 《Singalongsong》 | 提名 |
| 2009年 | 第20屆金曲獎 | 最佳作曲人獎       | 《Singalongsong》 | 提名 |
| 2009年 | 第20屆金曲獎 | 最佳音樂錄影帶獎   | (戴佩妮)《黑白》  | 提名 |
| 2010年 | 第21屆金曲獎 | 最佳國語男歌手獎   | 《可啦思刻》      | 提名 |
| 2012年 | 第23屆金曲獎 | 最佳作曲人獎       | 《孤獨患者》      | 提名 |
| 2012年 | 第23屆金曲獎 | 最佳單曲製作人獎   | 《孤獨患者》      | 提名 |
| 2013年 | 第24屆金曲獎 | 最佳國語男歌手獎   | 《回到未來》      | 提名 |
| 2015年 | 第26屆金曲獎 | 最佳國語男歌手獎   | 《危險世界》      | 提名 |
| 2017年 | 第28屆金曲獎 | 最佳國語男歌手獎   | 《西遊記》        | 獲獎 |
| 2017年 | 第28屆金曲獎 | 最佳國語專輯獎     | 《西遊記》        | 提名 |
| 2017年 | 第28屆金曲獎 | 年度專輯獎         | 《西遊記》        | 提名 |
| 2017年 | 第28屆金曲獎 | 最佳專輯製作人獎   | 《西遊記》        | 提名 |
| 2017年 | 第28屆金曲獎 | 最佳演唱錄音專輯獎 | 《西遊記》        | 提名 |
| 2021年 | 第32屆金曲獎 | 最佳單曲製作人獎   | 《麵麵》          | 獲獎 |
| 2025年 | 第36屆金曲獎 | 評審團獎           | 《夢想家》        | 獲獎 |
| 2025年 | 第36屆金曲獎 | 年度專輯獎         | 《夢想家》        | 提名 |
| 2025年 | 第36屆金曲獎 | 年度歌曲獎         | 《才二十三》      | 提名 |
| 2025年 | 第36屆金曲獎 | 最佳華語專輯獎     | 《夢想家》        | 提名 |
| 2025年 | 第36屆金曲獎 | 最佳作曲人獎       | 《才二十三》      | 獲獎 |
| 2025年 | 第36屆金曲獎 | 最佳作詞人獎       | 《才二十三》      | 提名 |

### 《Hito流行音樂獎》
- 2008年HITO流行音樂獎 - HITO專輯《愛愛愛 This Love》
- 2008年HITO流行音樂獎 - DJ最愛專輯《愛愛愛 This Love》
- 2009年HITO流行音樂獎 - 年度十大華語歌曲《Love Song》
- 2009年HITO流行音樂獎 - HITO作曲人《倒帶人生》
- 2009年HITO流行音樂獎 - DJ最愛專輯《未來》
- 2010年HITO流行音樂獎 - DJ最愛專輯《橙月》
- 2010年HITO流行音樂獎 - 海外歌手獎-香港
- 第9屆HITO流行音樂獎頒獎典禮 - 海外歌手-香港
- 第11屆HITO流行音樂獎頒獎典禮 - 海外歌手-香港
- 第14屆HITO流行音樂獎頒獎典禮 - Hito製作人
- 第14屆HITO流行音樂獎頒獎典禮 - 香港推崇歌手
- 第14屆HITO流行音樂獎頒獎典禮 - DJ最愛專輯《JTW西遊記》
- 2025年Hito流行音樂獎 - Hito作詞人 《二十三》

## 新加坡
- 第十三屆新加坡金曲獎 - 最佳創作歌手獎《愛愛愛 This Love》
- 第十三屆新加坡金曲獎 - 最佳單曲製作獎《愛愛愛》（與Edward Chan、Charles Lee合得）
- 2009年新加坡e樂大賞 - e樂最佳作曲《Love Song》
- 2009年新加坡Freshmusic Awards - 最佳作曲《倒帶人生》3
- 第十五屆新加坡金曲獎 - 最佳單曲製作人獎《黑白》（與Edward Chan、Charles Lee合得）
- 第十七屆新加坡金曲獎 - 海外傑出歌手獎（香港）
- 第十七屆新加坡金曲獎 - Y.E.S. 93.3FM醉心龍虎榜十大金曲《好不容易》

## 其他

### 2005年
- 新城國語力頒獎禮 - 熱播新聲音
- 叱咤樂壇流行榜頒獎典禮 - 叱咤樂壇生力軍男歌手銀獎

### 2006年

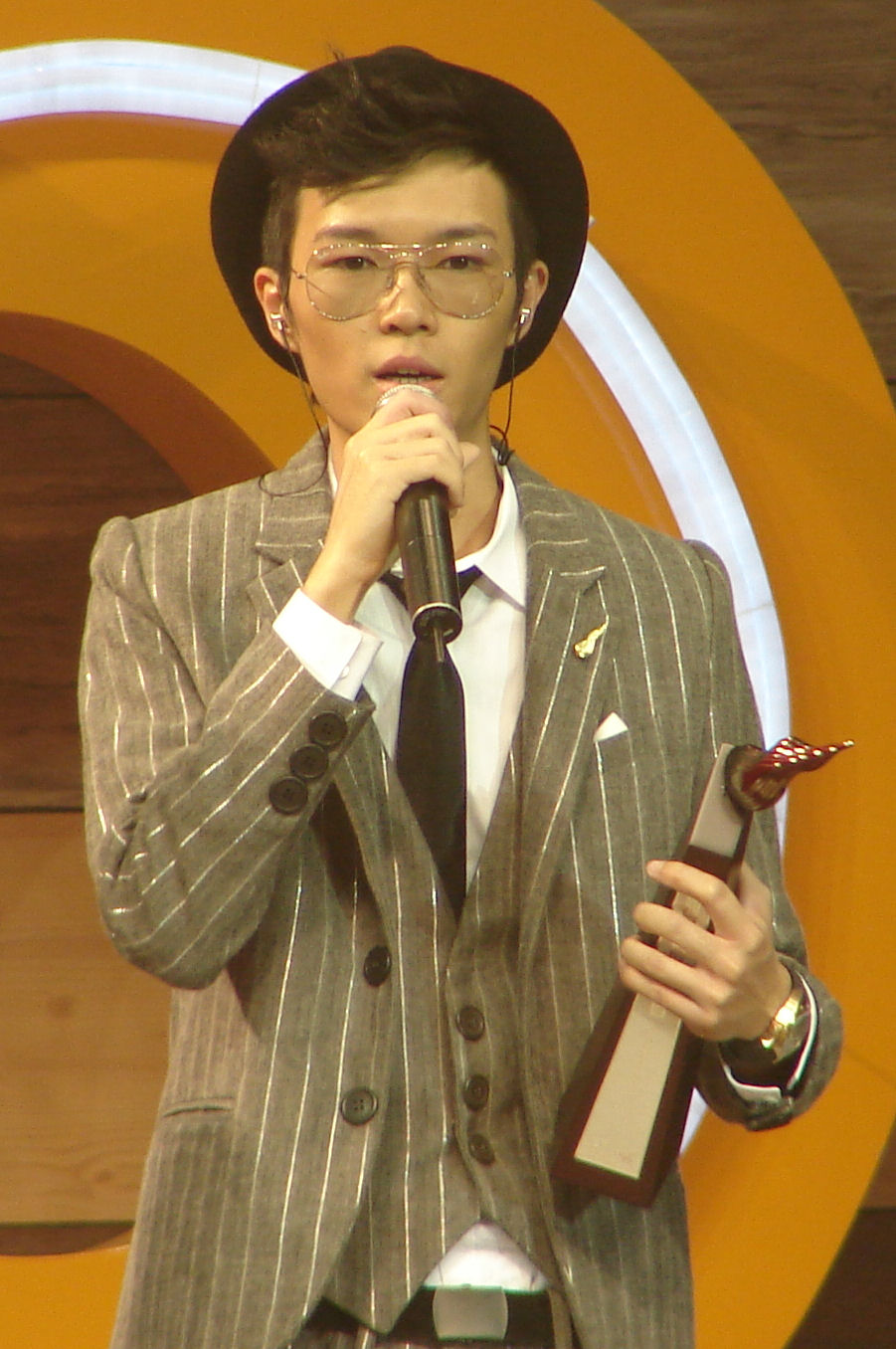
方大同在2006年度叱咤樂壇流行榜頒獎典禮獲獎

- 2005年度9+2音樂先鋒榜頒獎典禮 - 港台最受歡迎新人
- IFPI香港唱片銷量大獎 2005 - 最高銷量男新人三甲
- 第三屆勁歌王年度總選頒獎典禮 - 最有前途男新人獎
- 新城國語力頒獎禮 - 新勢力歌手
- 新城國語力頒獎禮 - 創作新勢力
- 金曲金榜頒獎典禮 - 年度最佳編曲《蘇麗珍》
- 金曲金榜頒獎典禮 - 最佳創作新人
- 新城勁爆頒獎禮 - 國語歌曲大獎《愛愛愛》
- 叱咤樂壇流行榜頒獎典禮 - 叱咤樂壇唱作人銀獎
- RoadShow至尊音樂頒獎禮 - 至尊歌曲《愛愛愛》
- RoadShow至尊音樂頒獎禮 - 至尊潛力創作歌手
- SINA Music樂壇民意指數頒獎禮 - 新歌試聽 - 最高收聽率歌曲（第九位）《愛愛愛》

### 2007年
- 第四屆勁歌王年度總選頒獎典禮 - 最佳合唱歌《四人遊》（與薛凱琪合得）
- 第四屆勁歌王年度總選頒獎典禮 - 勁歌唱作人
- 第七屆華語音樂传媒大賞 - 最佳作曲人《糖不甩》
- 新城國語力頒獎禮 - 創作歌手
- 新城國語力頒獎禮 - 歌曲獎《愛愛愛》
- 新城國語力頒獎禮 - 優秀專輯《愛愛愛 This Love》
- TVB8金曲榜頒獎典禮 - 最佳唱作歌手獎 銅獎
- 十大勁歌金曲頒獎禮 - 最受歡迎華語歌曲獎 銅獎《四人遊》（與薛凱琪合得）
- Hit FM - 年度十大專輯《愛愛愛 This Love》
- RoadShow至尊音樂頒獎禮 - 至尊合唱歌曲《四人遊》（與薛凱琪合得）

### 2008年
- IFPI香港唱片銷量大獎 2007 - 十大暢銷國語唱片《愛愛愛 This Love》
- 第五屆勁歌王年度總選頒獎典禮 - 國語金曲獎《Love Song》
- 第五屆勁歌王年度總選頒獎典禮 - 勁歌創作人王
- 第五屆勁歌王年度總選頒獎典禮 - 網絡人氣男歌手獎
- 中華音樂人交流協會 - 年度十大專輯《未來》
- 中華音樂人交流協會 - 年度十大單曲《Love Song》
- 新城國語力頒獎禮 - 創作歌手
- 新城國語力頒獎禮 - 歌曲獎《Love Song》
- 新城國語力頒獎禮 - 男歌手
- 第八屆全球華語歌曲排行榜頒獎禮 - 最受歡迎二十大金曲《Love Song》
- 第八屆全球華語歌曲排行榜頒獎禮 - 最受歡迎對唱歌曲《復刻回憶》（與薛凱琪合得）
- CASH金帆音樂獎 - CASH最佳歌曲大獎《Love Song》
- 明報周刊演藝動力大獎 - 最突出唱片《未来》
- 第10屆韓國MKMF頒獎禮 - 亞洲最佳新星獎
- TVB8金曲榜頒獎典禮 - 最佳作曲獎《Love Song》
- TVB8金曲榜頒獎典禮 - 年度金曲獎《Love Song》
- 十大勁歌金曲頒獎禮 - 最受歡迎華語歌曲獎 銅獎《Love Song》
- 9+2音樂先鋒榜頒獎典禮 - 先鋒創作歌手
- 9+2音樂先鋒榜頒獎典禮 - 17家電台聯辦最佳專輯《未來》
- 新城勁爆頒獎禮 - 勁爆國語歌曲《Love Song》
- 新城勁爆頒獎禮 - 勁爆國語創作歌手大獎
- 新城勁爆頒獎禮 - 勁爆男歌手
- 叱咤樂壇流行榜頒獎典禮 - 專業推介、叱咤十大 第二位《Love Song》
- 叱咤樂壇流行榜頒獎典禮 - 叱咤樂壇唱作人金獎
- 叱咤樂壇流行榜頒獎典禮 - 叱咤樂壇作曲人大獎（上榜歌曲11首）
- 叱咤樂壇流行榜頒獎典禮 - 叱咤樂壇男歌手金獎
〔（冠軍歌：《Love Song》、《簡單最浪漫》）（上榜歌曲：《暖》、《公園》、《如果愛》）〕
- 雪碧中國原創音樂流行榜 - 飛躍表現獎（香港）
- 中歌榜北京流行音樂典禮 - 年度最佳作曲（港台）《Love Song》
- 中歌榜北京流行音樂典禮 - 年度金曲《Love Song》
- 加拿大至HiT中文歌曲排行榜 - 全國推崇十大國語歌曲《Love Song》
- 加拿大至HiT中文歌曲排行榜 - 全國推崇國語唱作人
- 第三十一屆十大中文金曲頒獎典禮 - CASH最佳創作歌手獎
- Hit FM - 年度十大專輯《未来》

### 2009年
- 2008年度風尚中國榜 - 年度風尚音樂人
- 第九屆蒙牛酸酸乳音樂風雲榜年度盛典 - 港台年度最佳唱作人《橙月》
- 第九屆蒙牛酸酸乳音樂風雲榜年度盛典 - 港台年度最佳編曲《如果愛》
- 音樂之聲MusicRadio中國TOP排行榜 - 音樂之聲推薦唱片（港台）
- 音樂之聲MusicRadio中國TOP排行榜 - 港台年度金曲《Love Song》
- 音樂之聲MusicRadio中國TOP排行榜 - 港台年度最佳作曲《Love Song》
- 第一屆華语音樂盛典（華语音樂聯盟獎） - 年度最佳男歌手《橙月》
- 第一屆華語音樂盛典（華语音樂聯盟獎） - 年度最佳製作人《橙月》（與Edward Chan、Charles Lee合得）
- 第一屆華語音樂盛典（華语音樂聯盟獎） - 十大華語唱片《橙月》
- 中華音樂人交流協會 - 年度十大單曲《倒帶人生》
- 中華音樂人交流協會 - 年度十大專輯《橙月》
- 第九屆華语音樂傳媒大獎 - 最佳國語男歌手《橙月》
- 第九屆華語音樂傳媒大獎 - 年度藝人
- 第九屆華語音樂傳媒大獎 - 最佳製作人《橙月》（與Edward Chan、Charles Lee合得）
- 新城國語力頒獎禮 - 歌曲獎《如果愛》
- 新城國語力頒獎禮 - 專輯獎《橙月》
- 新城國語力頒獎禮 - 男歌手
- 新城國語力頒獎禮 - 亞洲創作歌手《橙月》
- 2009年度勁歌金曲優秀選第二回 - 最受歡迎華語歌曲《Red Bean（紅豆）》
- 第九屆全球華語歌曲排行榜頒獎禮 - 最受歡迎二十大金曲《為你寫的歌》
- 第九屆全球華語歌曲排行榜頒獎禮 - 最受歡迎創作歌手
- 第九屆全球華語歌曲排行榜頒獎禮 - 最受歡迎男歌手五強
- 第九屆全球華語歌曲排行榜頒獎禮 - 最佳專輯《橙月》
- MTV超級盛典 - 最具風格香港地區男歌手
- YAHOO!奇摩搜尋人氣大獎（台灣） - 海外男歌手
- YAHOO!搜尋人氣大獎（香港） - 搜尋十大人氣歌曲《Kuang Chao（狂潮）》
- YAHOO!搜尋人氣大獎（香港） - 搜尋人氣國語歌曲《Red Bean（紅豆）》
- YAHOO!搜尋人氣大獎（香港） - 台灣區最受歡迎香港藝人
- 第四屆中國移動無線音樂盛典 - 無線音樂最暢銷首發金曲《為妳寫的歌》
- 新城勁爆頒獎禮 - 勁爆我最欣賞男歌手
- 新城勁爆頒獎禮 - 勁爆國語歌曲《Red Bean（紅豆）》
- 新城勁爆頒獎禮 - 全國樂迷投選勁爆歌手大獎
- 新城勁爆頒獎禮 - 勁爆亞洲創作歌手大獎
- 叱咤樂壇流行榜頒獎典禮 - 叱咤樂壇編曲人大獎（上榜歌曲12首）
- 叱咤樂壇流行榜頒獎典禮 - 叱咤樂壇男歌手銅獎
- 騰訊網星光大典 - 中聯榜十大金曲《Red Bean（紅豆）》
- 加拿大至HiT中文歌曲排行榜 - 全北美推崇男歌手
- 加拿大至HiT中文歌曲排行榜 - 全國推崇唱作人（國語）
- 加拿大至HiT中文歌曲排行榜 - 全國推崇十大國語歌曲《為妳寫的歌》
- 第一屆MY Astro至尊流行榜頒獎典禮 - 至尊金曲《為你寫的歌》
- 第一屆MY Astro至尊流行榜頒獎典禮 - 至尊創作歌手
- 第一屆MY Astro至尊流行榜頒獎典禮 - 全台DJ聯頒至尊歌手大獎
- 第一屆MY Astro至尊流行榜頒獎典禮 - 至尊專輯《橙月》
- 第五屆KKBOX數字音樂風雲榜 - 年度十大風雲歌手(唯一一位奪得2009KKBOX十大風雲歌手獎的香港歌手)
- SINA Music樂壇民意指數頒獎禮 - 最高收聽率二十大歌曲《The Moon Represents My Heart（月亮代表我的心）》
- SINA Music樂壇民意指數頒獎禮 - 我最喜愛至尊國語金曲《Red Bean（紅豆）》
- SINA Music樂壇民意指數頒獎禮 - 傑出音樂人大獎
- 第三十二屆十大中文金曲頒獎典禮 - 優秀流行歌手大獎
- 第三十二屆十大中文金曲頒獎典禮 - 優秀流行國語歌曲獎《三人遊》
- Hit FM - 年度十大專輯《橙月》
- 华语金曲奖2009 - 十大华语唱片《橙月》
- 华语金曲奖2009 - 年度最佳男歌手
- 华语金曲奖2009 - 年度最佳制作人

### 2010年
- 2009年度雪碧中國原創音樂流行榜 - 最優秀創作歌手（香港）
- 第14屆全球華語榜中榜 - 最佳男歌手（香港）《可啦思刻》
- 蒙牛酸酸乳音樂風雲榜十年盛典 - 音樂新勢力男歌手（香港）
- 音樂之聲MusicRadio中國TOP排行榜 - 港台年度金曲《為你寫的歌》
- 音樂之聲MusicRadio中國TOP排行榜 - 港台年度最佳創作歌手
- 香港電台國際流行音樂大獎 - 最受歡迎十大國際金曲《Singalongsong》
- 香港電台國際流行音樂大獎 - 最受歡迎男歌手 銀獎
- 新城國語力頒獎禮 - 男歌手
- 新城國語力頒獎禮 - 亞洲創作歌手
- CASH金帆音樂獎 - 最佳男歌手演繹《玩樂》
- 第十屆全球華語歌曲排行榜頒獎禮 - 最受歡迎二十大金曲《玩樂》
- 第十屆全球華語歌曲排行榜頒獎禮 - 最受歡迎創作歌手
- 第十屆全球華語歌曲排行榜頒獎禮 - 最受歡迎男歌手五強
- 第十屆全球華語歌曲排行榜頒獎禮 - 傳媒推薦大獎
- YAHOO!搜尋人氣大獎 - 唱作歌曲《玩樂》
- YAHOO!搜尋人氣大獎 - 亞洲最具號召力香港男藝人
- YAHOO!搜尋人氣大獎 - 台灣最受歡迎香港藝人
- 新城勁爆頒獎禮 - 全國樂迷投選勁爆歌手大獎
- 新城勁爆頒獎禮 - 勁爆作曲大獎《脆弱》/《灰伯爵的忌廉遐想》
- 新城勁爆頒獎禮 - 勁爆國語歌曲《玩樂》
- 叱咤樂壇流行榜頒獎典禮 - 叱咤樂壇作曲人大獎（上榜歌曲6首）
- 第三十三屆十大中文金曲頒獎音樂會 - 優秀流行歌手大獎
- 第三十三屆十大中文金曲頒獎音樂會 - 優秀流行國語歌曲獎 銀獎《玩樂》
- 第三十三屆十大中文金曲頒獎音樂會 - 全國最佳歌手獎 男歌手
- SINA Music樂壇民意指數頒獎禮 - 最高收聽率二十大歌曲《玩樂》
- SINA Music樂壇民意指數頒獎禮 - 我最喜愛唱作人
- SINA Music樂壇民意指數頒獎禮 - 我最喜愛至尊國語金曲《椰殼》
- 华语金曲奖2010 - 十大华语金曲《Red Bean（紅豆）》

### 2011年
- 第十八屆東方風雲榜 - 華語五強 香港最受歡迎歌手
- 第一屆全球流行音樂金榜 - 年度20大金曲《玩樂》
- 2010年度CASH金帆音樂獎 - 2010 CASH最廣泛演出金帆獎：國語流行作品《脆弱》(作曲)
- 新城國語力頒獎禮 - 新城國語力男歌手獎
- 新城國語力頒獎禮 - 亞洲創作歌手獎
- 新城國語力頒獎禮 - 年度歌曲大獎《好不容易》
- 第十一屆全球華語歌曲排行榜 - 最受歡迎創作歌手
- 第十一屆全球華語歌曲排行榜 - 最佳專輯《15》
- 第十一屆全球華語歌曲排行榜 - 年度二十大金曲《好不容易》
- YAHOO!搜尋人氣大獎 - 唱作歌曲《好不容易》
- YAHOO!搜尋人氣大獎 - 亞洲最具號召力香港男藝人
- YAHOO!搜尋人氣大獎 - 台灣最受歡迎香港藝人
- YAHOO!搜尋人氣大獎 - 台灣區人氣合唱華語歌曲《自以為》（與徐佳瑩合唱）
- 新城勁爆頒獎禮2011 - 新城勁爆國語歌曲《自以為》（與徐佳瑩合唱）
- 新城勁爆頒獎禮2011 - 新城勁爆專輯《15》
- 新城勁爆頒獎禮2011 - 新城勁爆作曲大獎《牆紙》
- 新城勁爆頒獎禮2011 - 新城勁爆我最欣賞男歌手
- 2011年度叱咤樂壇流行榜頒獎典禮 - 叱咤樂壇至尊歌曲大獎《好不容易》
- 2011年度叱咤樂壇流行榜頒獎典禮 - 叱咤樂壇至尊唱片大獎《15》
- 2011年度叱咤樂壇流行榜頒獎典禮 - 叱咤樂壇作曲人大獎
- 2011年度叱咤樂壇流行榜頒獎典禮 - 叱咤樂壇唱作人 金獎
- 2011年度叱咤樂壇流行榜頒獎典禮 - 叱咤樂壇男歌手 銀獎
- SINA Music樂壇民意指數頒獎禮 - 最高收听率20大歌曲《因为你》
- SINA Music樂壇民意指數頒獎禮 - 合唱國語歌曲大獎《自以為》（與徐佳瑩合唱）
- SINA Music樂壇民意指數頒獎禮 - 我最喜愛至尊國語金曲《好不容易》
- SINA Music樂壇民意指數頒獎禮 - 我最喜爱唱作人
- 第三十四屆十大中文金曲頒獎音樂會 - 優秀流行歌手大獎
- 第三十四屆十大中文金曲頒獎音樂會 - 優秀流行國語歌曲獎 銅獎《好不容易》
- 第三十四屆十大中文金曲頒獎音樂會 - 全國最佳中文歌曲獎《好不容易》

### 2012年
- 第16屆全球華語榜中榜頒獎盛典 - 最佳音樂製作人
- 第16屆全球華語榜中榜頒獎盛典 - 香港最佳男歌手
- 2012年度CASH金帆音樂獎 - 最佳男歌手演繹（《BB88》）
- 2012年度CASH金帆音樂獎 - 2011 CASH最廣泛演出金帆獎：國語流行作品《好不容易》
- 新城國語力頒獎禮 - 新城國語力歌曲《BB88》
- 新城國語力頒獎禮 - 新城國語力合唱歌曲《自以為》（與徐佳瑩合唱）
- 新城國語力頒獎禮 - 新城國語力年度專輯《15》
- 新城國語力頒獎禮 - 新城國語力亞洲創作歌手
- 新城國語力頒獎禮 - 新城國語力全國最受歡迎歌手
- YAHOO!搜尋人氣大獎 - 十年人氣大獎
- YAHOO!搜尋人氣大獎 - 唱作歌曲《千紙鶴》
- YAHOO!搜尋人氣大獎 - 亞洲最具號召力香港藝人
- YAHOO!搜尋人氣大獎 - 台灣最受歡迎香港藝人
- 2012年十大傑出衣着人士大獎
- 新城勁爆頒獎禮 - 新城勁爆專輯《回到未來 Back To Wonderland》
- 新城勁爆頒獎禮 - 新城勁爆監製大獎《千紙鶴》（與Edward Chan、Charles Lee合作）
- 新城勁爆頒獎禮 - 新城全國樂迷投選勁爆歌手大獎
- 新城勁爆頒獎禮 - 新城勁爆亞洲創作歌手大獎
- 全港民意流行音樂頒獎禮 - 最受歡迎唱作歌手銅獎
- 加拿大至HiT中文歌曲排行榜 - 全國推崇十大國語歌曲《千紙鶴》
- 十大勁歌金曲頒獎禮 - 十大勁歌金曲獎第六首	《牆紙》(作曲)
- 叱咤樂壇流行榜頒獎典禮 - 專業推介、叱咤十大 第八位《千紙鶴》
- 叱咤樂壇流行榜頒獎典禮 - 叱咤樂壇唱作人金獎
- 叱咤樂壇流行榜頒獎典禮 - 叱咤樂壇男歌手銀獎
- SINA Music樂壇民意指數頒獎禮 - 我最喜愛全國唱作人
- SINA Music樂壇民意指數頒獎禮 - 我最喜愛至尊國語金曲《千紙鶴》
- SINA Music樂壇民意指數頒獎禮 - SINA Music 國語歌曲大獎《BB88》
- SINA Music樂壇民意指數頒獎禮 - SINA Music 創作概念大碟(國語)《回到未來 Back To Wonderland》
- 第三十五屆十大中文金曲頒獎典禮 - 優秀流行歌手大獎
- 第三十五屆十大中文金曲頒獎典禮 - 優秀流行國語歌曲獎 銀獎《千紙鶴》
- 第三十五屆十大中文金曲頒獎典禮 - 全國最佳中文歌曲獎《千紙鶴》
- 第三十五屆十大中文金曲頒獎典禮 - 十大中文金曲容祖兒《牆紙》
- 第二屆全球流行音樂金榜 - 年度20大金曲《好不容易》
- 华语金曲奖2012 - 十大华语唱片《15》
- 华语金曲奖2012 - 年度最佳唱作人
- 华语金曲奖2012 - 我最喜爱的男歌手（港台）
- 华语金曲奖2012 - 我最喜爱的制作人
- 华语金曲奖2012 - 我最喜爱的创作歌曲《因为你》
- 中華音樂人交流協會年度十大單曲 陳奕迅《孤獨患者》
- 中華音樂人交流協會年度十大專輯(首位) 《15》

### 2013年
- 中華音樂人交流協會年度十大單曲《Can You Feel the Music》
- 中華音樂人交流協會年度十大專輯《回到未來》
- 第三十六屆十大中文金曲頒獎典禮優秀流行國語歌曲獎-銅獎《愛立刻》
- 第二十屆東方風雲榜 - 年度風雲歌手
- 第二十屆東方風雲榜 - 傳媒推薦大獎

### 2014年
- 2014勁歌金曲優秀選第一回 - 得獎歌曲《危險世界》
- 第十五屆華語音樂傳媒大獎 - 最佳R&B／Soul藝人《危險世界》
- 叱咤樂壇流行榜頒獎典禮 - 叱咤樂壇唱作人銅獎
- 音樂之聲MusicRadio中國TOP排行榜 -年度最佳製作人（港台）：方大同《危險世界》
- 音樂之聲MusicRadio中國TOP排行榜 -2014年年度金曲（港台）: 危險世界
- CASH金帆音樂獎 最佳編曲 ：《危險世界》 編曲: 方大同/ Derrick Sepnio
- 全球流行音樂金榜年度最佳合唱歌曲《是愛》(與陶晶瑩合得)

### 2015年
- 第十五屆全球華語歌曲排行榜 - 年度二十大金曲《聽》
- 腾讯视频&MTV亚洲金曲大赏 - 港台最受欢迎男歌手
- 中華音樂人交流協會 - 年度十大專輯(首位)《危險世界》
- CASH金帆音樂獎 最佳編曲 ：《聽》 編曲: 方大同/ Derrick Sepnio

### 2016年
- Asia Artist Awards－歌手部門New Wave賞
- 第十屆音樂盛典咪咕匯－年度飛躍男歌手獎
- 新城勁爆頒獎禮2016 - 新城勁爆國語男歌手
- 第三十九屆十大中文金曲頒獎典禮 - 優秀流行國語歌曲獎 銅獎《悟空》
- 音樂之聲MusicRadio全球流行音樂年度盛典 -最佳製作人
- 音樂之聲MusicRadio全球流行音樂年度盛典 -最佳編曲: 很不低調
- 音樂之聲MusicRadio全球流行音樂年度盛典 -2016年度二十大金曲: 放不過自己

### 2017年
- 音樂之聲MusicRadio中國TOP排行榜 -年度最受歡迎唱片《JTW西遊記》
- 中華音樂人交流協會 - 年度十大專輯《JTW西遊記》
- 第一届CMA唱工委音乐奖 - 年度男歌手
- 華語金曲獎 - 最佳華語男歌手
- 華語金曲獎 - 十大華語唱片
- CASH金帆音乐奖 《最佳編曲》 :《很不低調》	編曲: 方大同/ Derrick Sepnio / Fergus Chow
- 全球流行音樂金榜年度最佳製作人《JTW 西遊記》
- 全球流行音樂金榜年度最佳編曲人《很不低調》

### 2018年
- 2018年CASH金帆音乐奖 最佳编曲：《Ten Reasons》 编曲：方大同
- 2018年亚洲新歌榜港台最受欢迎男歌手奖
- 第二十五屆東方風雲榜 - 港台地區最佳男歌手
- 第二十五屆東方風雲榜 - 港台地區最佳創作歌手

### 2019年
- 全球華人歌曲排行榜 年度最佳創作男歌手
- 全球華人歌曲排行榜 年度金曲《白髮》

### 2025年
- 第10屆LAVENDER MUSIC AWARDS - 十大年度專輯獎《夢想家》
- 第10屆LAVENDER MUSIC AWARDS - 十大年度單曲獎《才二十三》
- 【2024 Hit Fm 年度十大專輯】- 方大同《夢想家 The Dreamer》
- 第四届HMA (HOPICO MUSIC AWARDS) - 年度最佳專輯:《夢想家》
- 第四届HMA (HOPICO MUSIC AWARDS) - 年度最佳流行專輯:《夢想家》
- 第三届浪潮音乐大赏-年度专辑:《夢想家》
- 第三届浪潮音乐大赏-最佳制作《梦想家》	（入围）
- 第三届浪潮音乐大赏-最佳男歌手
- 第18屆 Freshmusic Awards- 年度 10 大專輯:《夢想家》
- 第18屆 Freshmusic Awards- 年度 10 大單曲:〈回留〉
- 第18屆 Freshmusic Awards- 最佳男演唱人（入围）
- 第18屆 Freshmusic Awards- 讀者票選 ‧ 最愛金曲:〈回留〉
- 第18屆 Freshmusic Awards- 讀者票選 ‧ 最愛專輯:《夢想家》
- 第18屆 Freshmusic Awards- 年度金曲:〈回留〉